# Gornji Bukovac Žakanjski
Gornji Bukovac Žakanjski es una localidad de Croacia en el municipio de Žakanje, condado de Karlovac.

## Geografía
Se encuentra a una altitud de 190 m s. n. m. a 83 km de la capital nacional, Zagreb.

## Demografía
En el censo 2011, el total de población de la localidad fue de 14 habitantes.
| Gráfica de población de Gornji Bukovac Žakanjski 1857-2011          |
|                                                                     |
| Según los censos de población de la oficina estadística de Croacia. |